# Fool's Paradise
Fool's Paradise é um filme mudo norte-americano de 1921, do gênero romance, dirigido por Cecil B. DeMille. O filme é estrelado por Dorothy Dalton e Conrad Nagel e foi baseado no conto Laurels and the Lady, de Leonard Merrick.

## Elenco
- Dorothy Dalton como Poll Patchouli
- Conrad Nagel como Arthur Phelps
- Mildred Harris como Rosa Duchene
- Theodore Kosloff como John Roderiguez
- John Davidson como Prince Talaat-Ni
- Julia Faye como Samaran, His Chief Wife
- Clarence Burton como Manuel
- Guy Oliver como Briggs
- Jacqueline Logan como Girda
- Kamuela C. Searle como Kay
- Baby Peggy como Criança (não creditada)
- William Boyd (não creditado)
- Gertrude Short como Criança (não creditada)

## Estado de conservação
Cópias de Fool's Paradise são preservados no George Eastman House, na Biblioteca do Congresso e UCLA Film and Television Archive.